# Sistema Europeu de Contas Nacionais e Regionais
O Sistema Europeu de Contas Nacionais e Regionais (abreviado em português por SEC e em inglês por ESA) é uma metodologia para a produção de dados de contas nacionais na União Europeia.
O objectivo desta metodologia é o estabelecimento de um conjunto de normas, definições, nomenclaturas e regras constabilísticas comuns a todos os estados-membro da União Europeia, de maneira a permitir a elaboração de contas e quadros em bases comparáveis.

## Versões do SEC

### SEC 95
O SEC 95 entrou em vigor com a publicação do regulamento europeu Nº 2223/96.

### SEC 2010
O SEC 2010 foi publicado no Jornal Oficial em 26 de Junho de 2013, com a sua aplicação a ter início em Setembro de 2014.
Entre as alterações incluídas, a análise do sistema de pensões passa a ser mais detalhada e as despesas em investigação e desenvolvimento serão reconhecidas como investimento.
Com a introdução do SEC 2010, o ano de 2011 passa a ser a referência para os dados estatísticos.